# Башкирское (озеро)
Башкирское (каз. Башқұрт) — озеро в Жамбылском районе Северо-Казахстанской области Казахстана. Находится в 20 км к северо-западу от села Сенжарка и в 1 км к северо-востоку от упразднённого села Богатое.
По данным топографической съёмки 1940-х годов, площадь поверхности озера составляет 1,28 км². Наибольшая длина озера — 1,4 км, наибольшая ширина — 1,1 км. Длина береговой линии составляет 4,3 км, развитие береговой линии — 1,06. Озеро расположено на высоте 138,3 м над уровнем моря.
Озеро входит в перечень рыбохозяйственных водоёмов местного значения.